# Galerie nationale des beaux-arts (Sofia)
La Galerie nationale des beaux-arts de Sofia est le plus grand et le plus riche musée de Bulgarie. Il offre un panorama de l'art bulgare moderne. Il est installé dans le bâtiment de l'ancien palais royal de Sofia (classé monument culturel en 1978), construit en 1882 qui abrite également le Musée national d'ethnologie.

## Historique
Au sein du Musée national d'archéologie fut créé en 1892, le département des beaux-arts. En 1948, sur une décision du Conseil des Ministres, la Galerie Nationale des Beaux-Arts devint une institution indépendante.

## Caractéristiques
Les collections d'art bulgare moderne, de la libération du pays de la domination ottomane (1878) jusqu’aux années 1990 comptent plus de 30 000 œuvres organisées dans trois grandes expositions : peintures de chevalet, estampes et sculptures.

### Les collections

#### Peinture
Située au deuxième étage de la galerie. Une salle est consacrée aux œuvres de trois grands maîtres de la peinture classique : Dechko Ouzounov (1899-1986), Ilia Petrov (1903-1975) et Nenko Balkanski (1907-1977).
Les «impressionnistes bulgares» sont représentés par Nikola Petrov (1881-1916), Yordan Kiouvliev (1877-1910), Tseno Todorov (1877-1953), Boris Mitov (1891-1963) et autres. C’est ici que sont conservées les toiles des portraitistes Elena Karamihaïlova (1875-1961) et Nikola Marinov (1879-1948).
On peut voir aussi les chefs-d'œuvre des plus grands maîtres bulgares : Vladimir Dimitrov – le Maître, Zlatiou Boyadjiev, Sirak Skitnik, Nikolaï Raïnov etc.
Œuvres d'auteurs étrangers ayant travaillé en Bulgarie : les Tchèques Ivan Mrkvicka (1856-1938) et Jaroslav Veshin (1860-1915), etc.

#### Sculpture
Œuvres des sculpteurs bulgares du XXe siècle exposées au troisième étage.
La galerie accueille chaque année une dizaine d'expositions consacrées aux grands artistes bulgares et à l'art moderne.

### Bibliothèque
La Galerie nationale des beaux-arts possède une riche bibliothèque avec plus de 6 500 ouvrages ayant trait à l'histoire de l'art, à l’œuvre de différents artistes et à la vie artistique en Bulgarie.
Dans les salles de la galerie sont organisés également des concerts, des séminaires, des réceptions.

## Autres musées
De la galerie nationale des beaux-arts dépendent plusieurs musées :
- la Maison du sculpteur Ivan Lazarov,
- la Maisons du peintre Nikola Tanev,
- la Maison du peintre Vera Nedkova,
- la crypte de la cathédrale Saint Alexandre Nevski.